# Щедрогор
Щедрого́р (укр. Щедрогір) — село в Забродовской сельской общине Ковельского района Волынской области Украины.
До 2020 года входило в Ратновский район.
Код КОАТУУ — 0724288201. Население по переписи 2001 года составляет 672 человека. Почтовый индекс — 44122. Телефонный код — . Занимает площадь 1,13 км².
Село расположено на левом берегу реки Припять.
Южнее села находится гидрологический заказник «Щедрогорский».

## Галерея

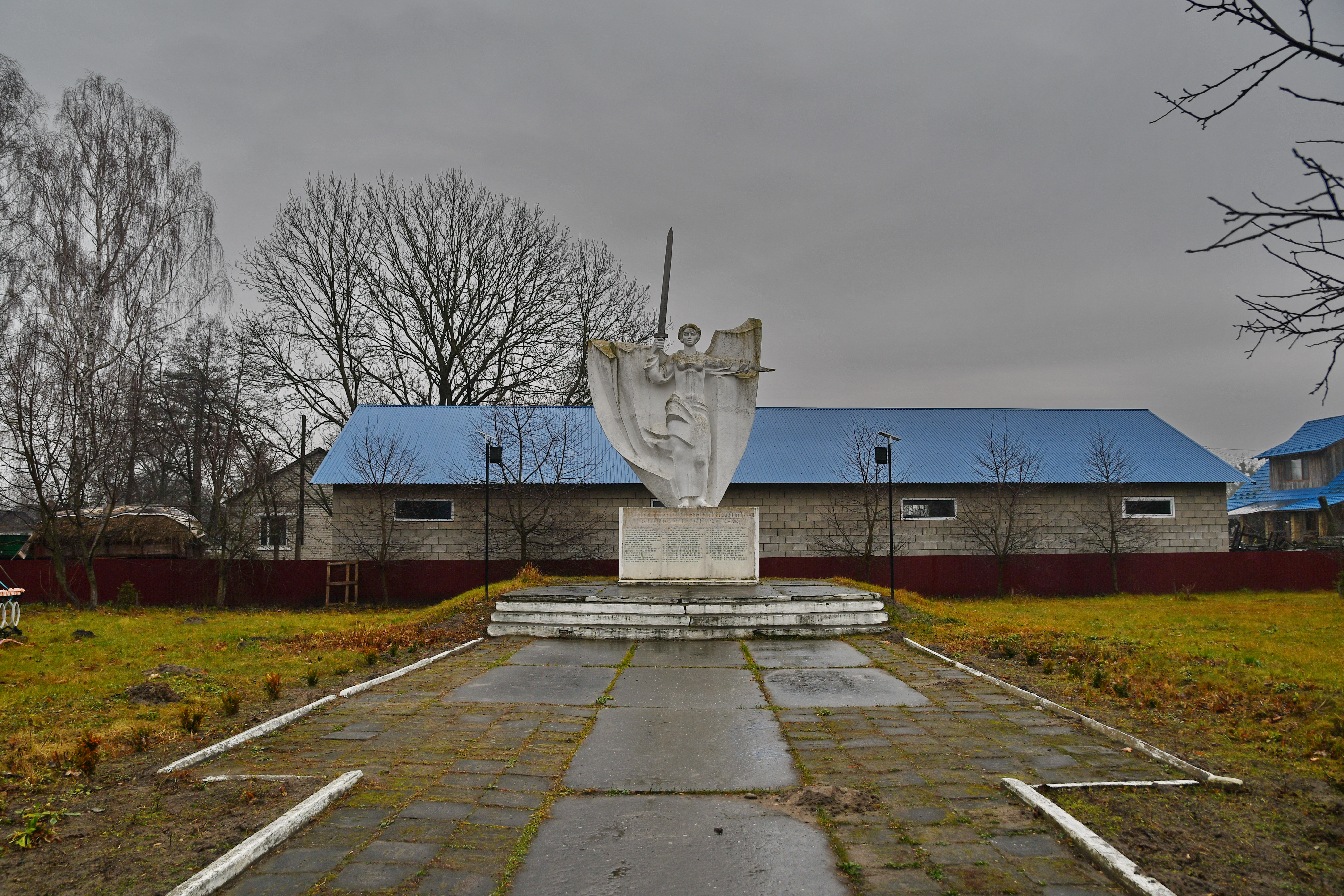
Памятник землякам, погибшим в Великой Отечественной войне 1941-1945 гг.
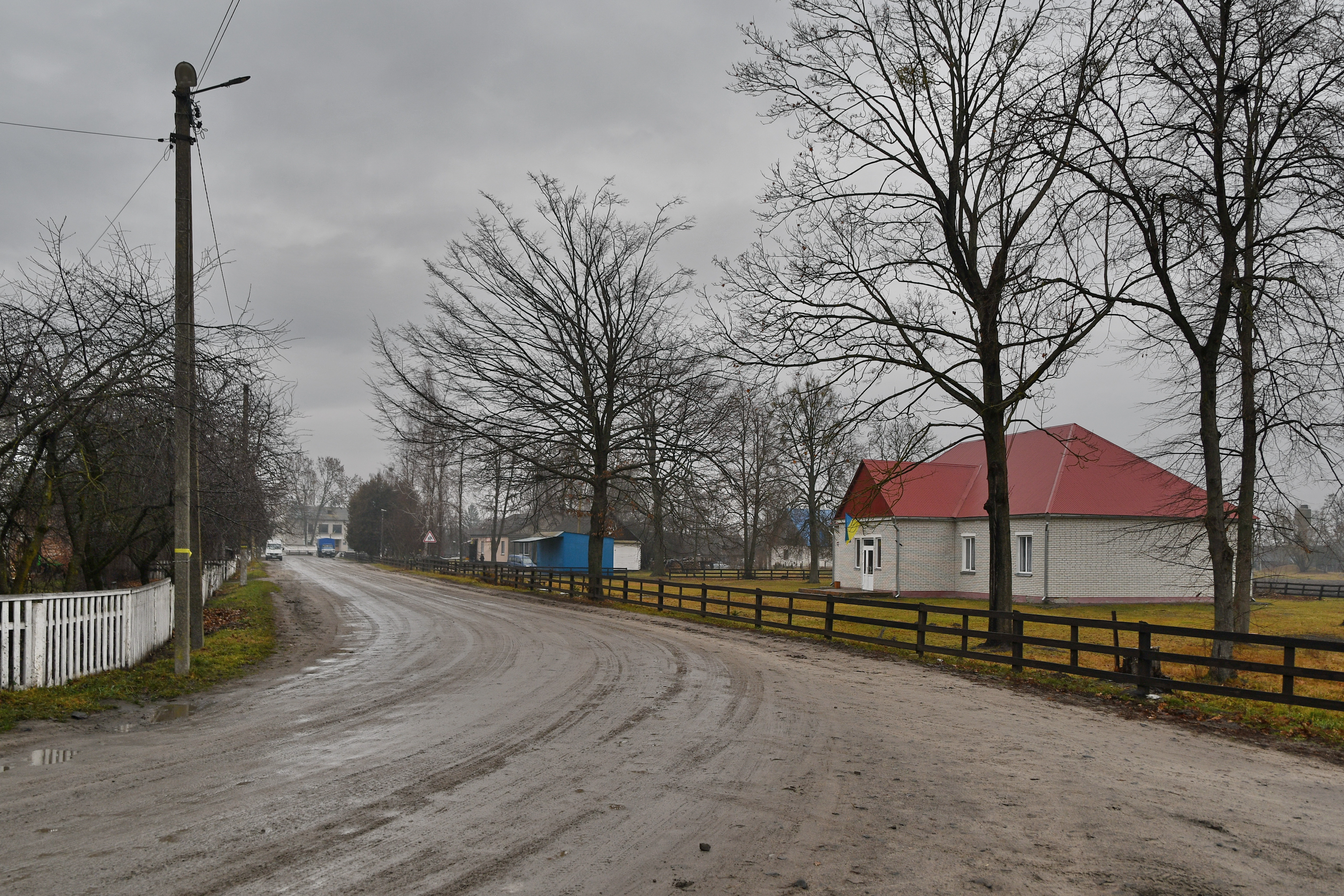
Улица Набережная с клубом
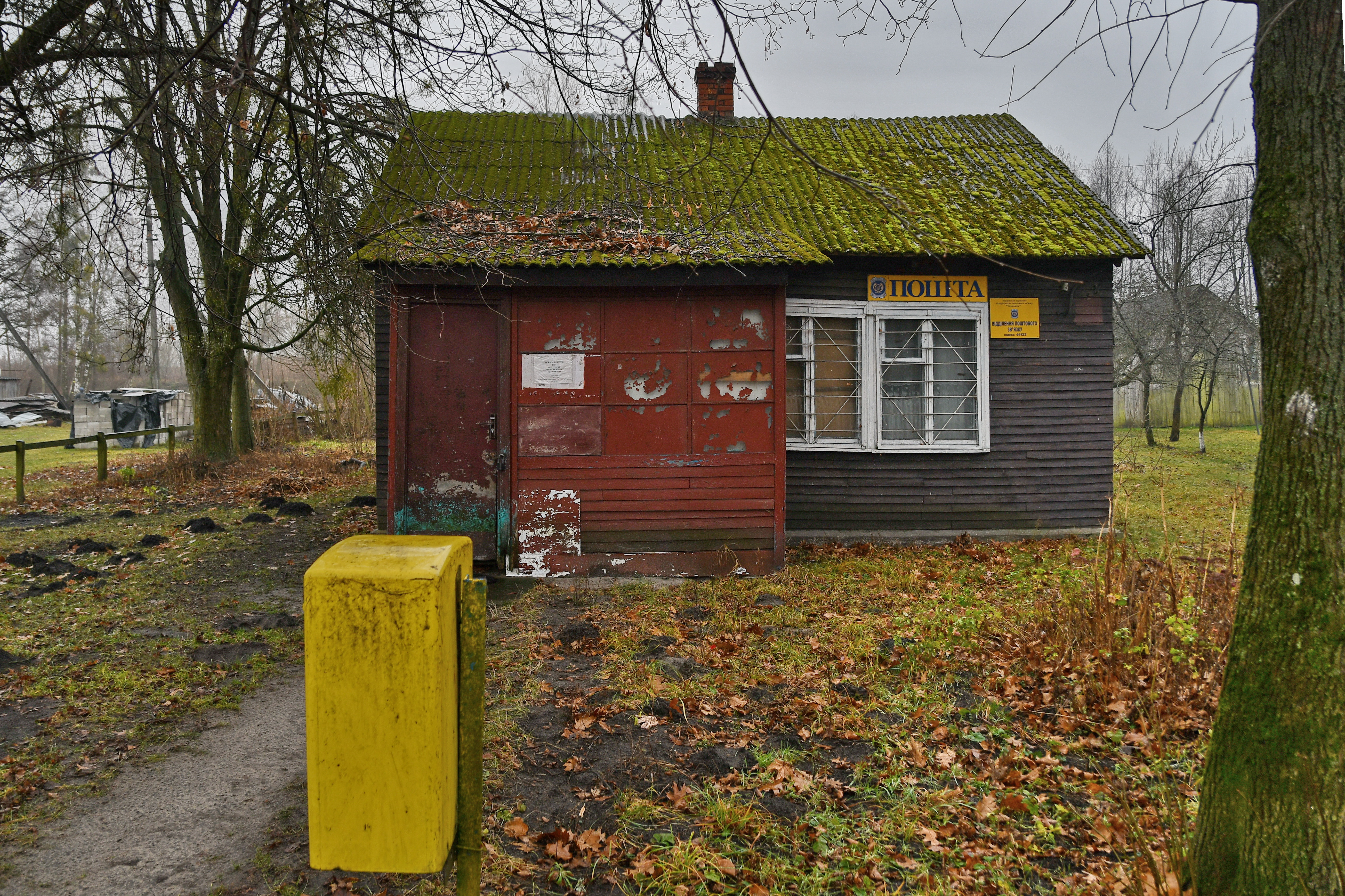
Почта